# Commando 9mm
Commando 9mm es un grupo punk español nacido en 1983 a partir de componentes de Larsen y de La UVI. Sus componentes originales fueron El Pollo (guitarra), El Mosca (batería) y Manolo Uvi (voz y bajo).

## Historia
Commando 9mm es el resultado de otros dos grupos disueltos en 1984. Por un lado Manolo Quevedo, miembro de La Uvi, y El Mosca y Jose L. Rodríguez (El Pollo) de Larsen.  
Comenzaron a tocar en un local de la calle de Embajadores. En este local compusieron sus primeras canciones: "Johnny", "Amor frenopático", "Odio en Sudámerica". En 1985 consiguen el 3.º premio en la VIII edición del Trofeo Rock Villa de Madrid y el ayuntamiento les saca un sencillo en vinilo con las canciones "Odio en Sudamérica" y "Johnny coge el subfusil".
En 1986 graban su primer LP para La General, filial de Fonomusic, titulado "Amor frenopático". Aquí se produce el primer cambio de batería, entrando Jesús Bracero (procedente de Academia Parabüten) en sustitución de El Mosca. Jesús Bracero grabó la batería en la cara A del disco, mientras que El Mosca ya había grabado la otra mitad.
En 1987 graban su segundo LP también con Fonomusic, titulado Únete al Commando. En este momento el batería del grupo es Brasi (antiguo componente de La UVI), siendo el que más tiempo estaría en el grupo, con el que grabaron también el tercer disco. Con ésta formación el grupo se acercó a los doscientos conciertos y salieron de gira por Italia y Suiza, y por España con Loquillo y los Trogloditas, Los Enemigos, Gabinete Caligari, La Frontera, etcétera.
Su tercer LP, de título Commando, se grabó en 1989 y fue producido por Fredy Valbuena y Luis Miguélez, miembros de Dinarama. Inicialmente el disco saldría con un sello independiente llamado "Tirana", propiedad del mánager de la banda, Pito, de la agencia 10x10. Brasi fue el cantante de la versión de Fórmula V de "Eva María" y coautor de algunos temas del grupo como "Esta noche" y "Law Man". En 1990, el sello CBS se interesó por el disco y lo publicó ese mismo año, con pésimas consecuencias para el grupo, ya que Sony compró CBS y reestructuró todo el negocio, desechando todo lo que no les interesaba. Este disco está actualmente descatalogado y es muy difícil de encontrar, ya que tuvo una pésima distribución. Este hecho y desavenencias internas provocan la disolución del grupo en 1991.
Se vuelven a juntar en 1995 para dar conciertos revival en locales pequeños de Madrid y el País Vasco. En 1996 recuperan el nombre de La Uvi para el sencillo que edita Subterfuge con los temas "Velocidad", "¿Qué me has dado?", "Equivocado" y "El retorno de Alex". La formación de aquel single fue Manolo (bajo y voz), Brasi (Batería y coros), Guillermo (guitarra y coros) y Pollo (guitarra y coros). Este cambio ha provocado a veces entre la gente confusiones sobre los dos grupos, así cómo con alguna de sus canciones.
Durante el año 2000 el sello Revelde, filial de nuevo de Fonomusic, decide reeditar en CD los vinilos de algunos grupos punk españoles de los 80 que tenían en fondo de catálogo, entre ellos Commando 9mm. El recopilatorio Camino hacia la Ruina incluye los dos primeros LP de la banda y tres temas extra: "Odio en Sudamérica", extraído del sencillo del VIII Villa de Madrid, un tema inédito de La Uvi ("Generación terrorista"), y "Cerebros vacíos" de M-99, grupo que formó Pollo junto con Ixma de La Broma de Ssatán, con el que también había estado a principios de los 90 en Corazones Negros, y al que incorporaron a Dany a la batería. 
La buena aceptación de este disco provoca que Commando 9mm vuelva a plena actividad, haciendo que el grupo vuelva a escena en el año 2001 con un nuevo disco, Dios salve a los taraos, compuesto por nuevas canciones y una revisión de "Johnny coge el subfusil". Este CD fue editado de nuevo por Revelde. Comienzan a dar conciertos por toda la península, grabando el 9 de marzo de 2002 uno de ellos en la sala El Sol de Madrid. Este directo es editado en el año siguiente por Potencial Hardcore en formato CD+DVD bajo el título de La gran estafa, en el que repasan temas de toda su carrera (excepto del tercer LP) y añaden dos temas de sus anteriores grupos: "La policía" de La UVI y "Frontera francesa" de Larsen. Estos dos discos fueron grabados con Adrián (de RIP KC) en la batería, acompañando a Manolo y Pollo. Adrián ha sido el batería del come-back del grupo en la década del 2000 y, después de Brasi, el que más conciertos ha dado con el grupo.
En esta época se producen varios cambios en la batería, siendo Adrián el que grabó los dos discos. Brasi se ocupó de este instrumento entre los años 2000 y 2001. En el año 2002, El Mosca volvió a la banda 17 años después y estuvo durante año y medio aproximadamente dando conciertos. Dany, que formó parte de M-99, entró en sustitución de Mosca para un solo concierto homenaje a Joey Ramone, ya que éste sufrió una operación de muñeca, y también grabó el tributo a ABBA de bandas punk en el que Commando 9mm participó con el tema "Mamma mía". El siguiente batería del grupo, durante aproximadamente un año, fue Loza (Sex Museum, Los Coronas).
En agosto de 2004, El Pollo, guitarrista y miembro fundador, abandona el grupo. Manolo decide continuar como único miembro original con otra formación, rompiéndose definitivamente el tándem Pollo-Manolo UVI. A partir de aquí entran en el grupo Norah Findlay como guitarrista (Pleasure Fuckers, Sin City Six), Ixma al bajo (La Broma de Ssatán, 4Teen Killers), Jota a la batería, e incorporan a un trompetista, Juan.
Manolo formó un grupo paralelo, Punk Guerrilla. Punk Guerrilla editan un CD en potencial hardcore, con Luis Sikotiko, Tony Pick (ex-componente de Mosquito Pick) a las guitarras y Jordi Vila (ex-componente de Loquillo y Trogloditas) y, después, Rafa PPM a las baterías. Manolo sigue haciendo las labores de cantante y bajista del grupo.
Pollo se involucró en un nuevo grupo llamado *Superriffs*, formado en la primavera de 2006 junto con Neme, al que más tarde se incorporarían Jorge (batería de Viernes 13) y Sebas (bajo). Con esta formación graban doce temas para su disco debut Rock Team, que vio la luz en formato CD a mediados de diciembre de 2009. Jorge dejó la formación y Semi (Sally Brown) se hace cargo de la batería.

## Miembros

### Miembros anteriores
- Manolo Quevedo «Manolo Uvi»: cantante y bajista original desde su fundación hasta 2010.
- José Luis Rodríguez «El Pollo»: guitarra desde su fundación hasta 2004.
- Gonzalo Fuentes «El Mosca»: batería, miembro fundador: 1985-1986, 2002, 2003.
- «Brasi»: batería (1985, 1986-1991, 1995, 2000-2001).
- Adrián Ceballos «Adrián KC»: batería (2001-2002, 2003-2004).
- Dany: batería (2002).
- Loza: batería (2004).

## Discografía
- Amor frenopático (Fonomusic/La General, 1986). LP.
- Únete al Commando (Fonomusic/La General, 1987). LP.
- Commando (CBS, 1990). LP.
- Camino hacia la ruina (Revelde Discos, 2000). CD que recoge los dos primeros LP y tres temas extra.
- Dios salve a los taraos (Revelde Discos, 2001). CD.
- La gran estafa (Potencial Hardcore, 2003). CD en directo.

### Sencillos
- Odio en Sudamérica y Johnny coge el subfusil. Single de 1985 por el tercer premio del VIII Trofeo Villa de Madrid.
- Amor frenopático, Jenny Jenny y Odio en Sudamérica. EP de 1986.
- Lady Mambo y Stop. Single de 1987.
- Soweto y Unete al Commando. Single de 1987.
- Ella es un ciclón, Bailando pogo y Txernobyl. EP de 1988.
- Eva María. Single de 1990.
- Esta noche. Single de 1990.
- No hay futuro y Dios salve a los taraos. CD single de 2001.
- Miénteme y Mañana. CD single de 2002.
- Cowboys, en Rarities Vol. 1 single de 2006 con El Pollo Funky.